# Necropoli di Catania
Le necropoli di Catania si estendevano a nord e a nord-est della città, fuori dalla Porta di Aci (prossima all'Anfiteatro romano) e della cui presenza si ha notizia solo per scavi sporadici.

## Premessa
L'eruzione del 1669 e il terremoto del 1693 hanno sconvolto la città. A partire dal Settecento le innovazioni urbanistica hanno cambiato il disegno geografico di Catania. I cambiamenti si sono accentuati con la speculazione edilizia tra Otto e Novecento, cancellando difatti la stratigrafia archeologica, rendendo vane e rare le opportunità di scavi e studi approfonditi di ricerca, se si escludono le campagne del Biscari e dell'Orsi. 
La legislazione urbanistica che tenesse conto dell'archeologia, scienza regolamentata e studiata secondo determinati criteri, è piuttosto recente in Italia (primi del 1900) con l'emanazione delle prime leggi sulla salvaguardia dei beni culturali (1909). Una città come Catania, nonostante la «presenza di un grande tesoro culturale sottoterraneo», non ha mai predisposto un piano urbanistico che salvaguardasse questo patrimonio. La sviluppo edilizio ha avuto la meglio sulla cultura storico-archeologica, scorie di un passato che conserva come uno scrigno una storia preziosa.

## Tombe ellenistiche
Secondo Paolo Orsi la regione compresa tra l'ex piazza Vincenzo Bellini (oggi il crocevia Etnea-Umberto-Caronda) e il quartiere Cibali dovette essere l'area sepolcrale catanese mantenutasi nel tempo dall'epoca ellenistica al medioevo. In realtà, in molte altre zone della periferia civica furono trovate lapidi funeree, ma di sicuro, forse per la conformazione del territorio su cui essa sorgeva, era questa l'area a più alta densità sepolcrale.
Il ritrovamento avvenuto nel 1923 – durante la costruzione delle fondamenta del Palazzo delle Poste – sembra confermare quanto detto. Dal citato sito pervennero diverse sepolture (17 tombe e diversi edifici funebri) databili al IV secolo a.C.. Intorno a quest'area furono riscontrati molti altri sepolcri – fra gli interessanti ritrovamenti di scavi archeologici compiuti, in quella che è oggi via Reclusorio del Lume (all'angolo con via Nino Martoglio) – come ad esempio fu ritrovato un ipogeo che conservava le urne dei defunti con i nomi latini scritti in caratteri greci.

## Sepolcri romani
La crescita della città sotto l'Impero romano ebbe di riflesso l'incremento delle sue necropoli. Oltre a quelle già in uso in epoca ellenistica infatti, estesa nell'area compresa tra piazza Stesicoro e il quartiere Cibali, si allargarono ad ovest verso il quartiere Monte Po (qui la successione è poco chiara, a causa dell'eruzione del 1669, che interessò questa zona), a sud ovest verso l'attuale Piazza Palestro, a est a ridosso della città.

### Mausolei
Catania, secondo la tradizione, ospitò le spoglie di personaggi illustri quali Stesicoro e Caronda, sepolti nei loro monumentali mausolei situati presso l'Anfiteatro romano. Se la tradizione ci tramanda la presenza del mausoleo di Stesicoro nel luogo del Chiesa di Maria Santissima Annunziata al Carmine e quello di Caronda dov'è sita l'ex Cattedrale di Sant'Agata la Vetere, il riscontro con ciò che rimane oggi fornisce una situazione totalmente diversa. Oggi i monumenti funebri effettivamente riconosciuti sono appena tre: il cosiddetto Mausoleo di Stesicoro, il Mausoleo circolare di Villa Modica, il cosiddetto Ipogeo quadrato.

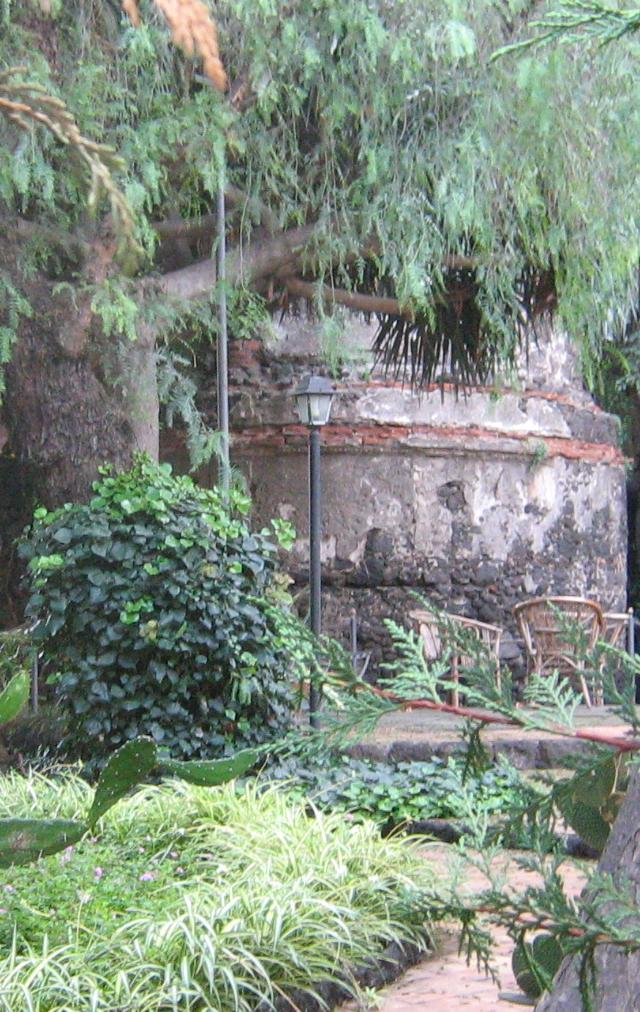
Il "Mausoleo circolare" di Villa Modica
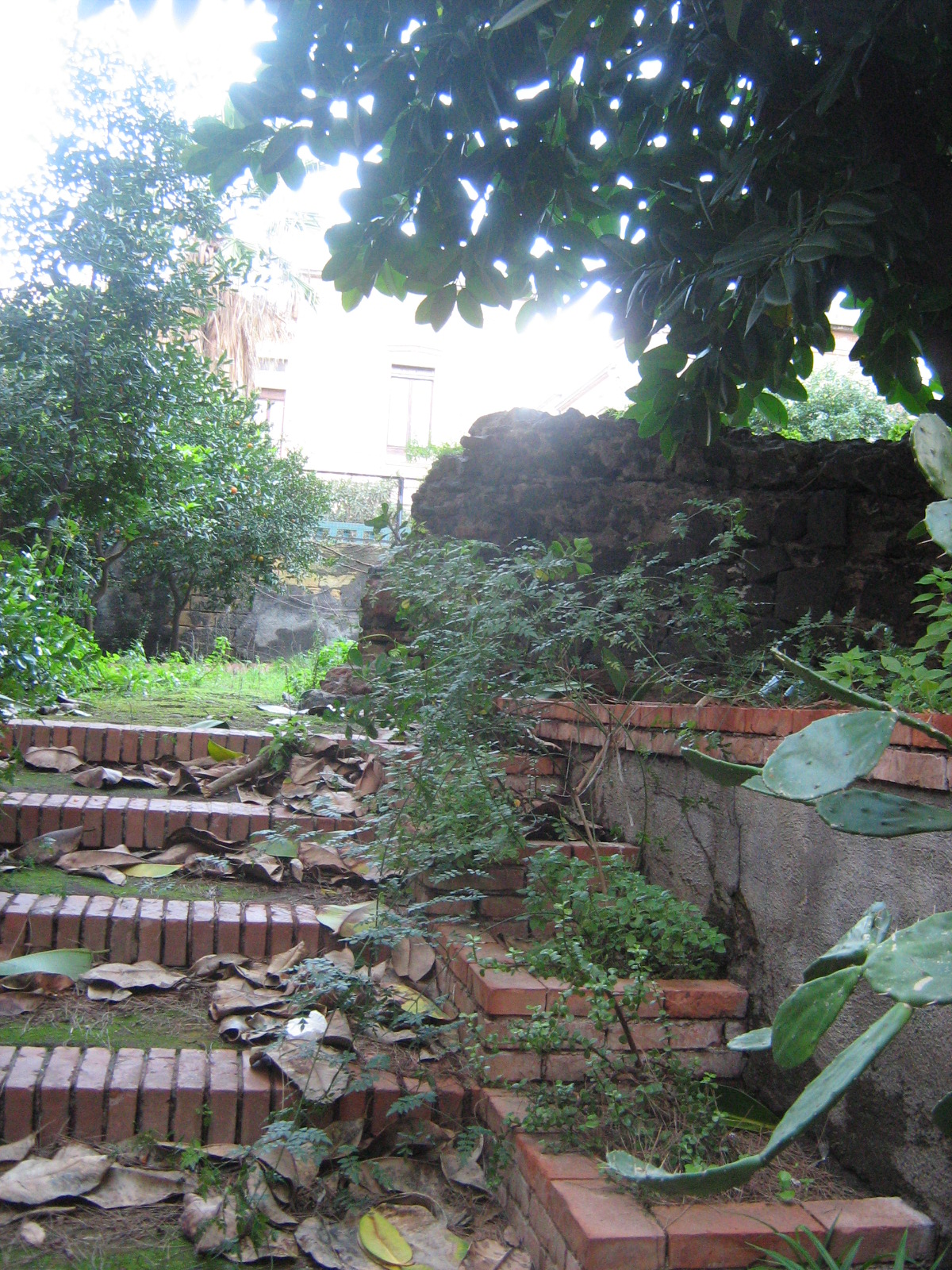
Il cosiddetto "Ipogeo quadrato"

Mausoleo di Stesicoro
La tradizione vuole che il poeta Stesicoro fosse stato sepolto con tutti gli onori a Catania, città dove passò gli ultimi anni della sua esistenza, presso la Porta di Aci e precisamente presso gli orti del barone Nicolò Leontini. Tali orti dovrebbero corrispondere all'area sud di Piazza Carlo Alberto.
Libertini credette di riconoscere una cella appartenuta alla tomba di Stesicoro all'interno del convento annesso al Chiesa di Maria Santissima Annunziata al Carmine, che dal 1866 è adibita a caserma militare, dedicata prima a Lucchesi Palli ed in seguito a Antonio Santangelo Fulci. Tuttavia il rudere in questione, ormai quasi totalmente inglobato dagli edifici militari, risulta essere di tutt'altro periodo: I o addirittura II secolo d.C.. La struttura in opus pseudo-isodoma (costituita da grossi blocchi di pietra lavica squadrati) si presentava più in alto rispetto alla strada ed era chiusa da un frontone a timpano spezzato. Delle quattro finestre che si aprivano a sud oggi ne rimane una soltanto visibile.
Mausoleo circolare Modica
Del secondo edificio, fra i tre quello in migliori condizioni, rimane quasi per intero l'elevato. Esso presenta un diametro esterno di poco inferiore agli 8 metri e reca a ovest un'apertura arcuata che dà all'interno. Al di sopra una cornice in terracotta (di cui non rimangono che labili tracce) segnava il confine tra il pianterreno e il piano superiore. L'interno del piano inferiore è un ambiente circolare su cui si affacciano quattro nicchie ad arco ricavate nello spessore murario, mentre la copertura è un'originale volta a cono ribassato (quasi "mammelliforme") realizzato da fasce parallele concentriche in pietre di lava. Il secondo piano era invece costituito da un portico aperto verso est, costituito da due mezze colonne. Del secondo piano tuttavia rimane un alzato di circa 50 cm soltanto, quanto basta tuttavia a supporre l'esistenza di un nicchione atto probabilmente a contenere una qualche statua.
Ipogeo quadrato
Il terzo edificio è lungo circa 15 metri e largo 12. Anch'esso presenta un ingresso ad ovest cui corrisponde un angusto corridoio che conduce ad un loculo di fronte, a seguito di una scalinata che lo ingombrava per metà; ai due lati corrispondevano due piccole nicchie atte forse a contenere altrettante urne funerarie e aperte all'esterno da strette feritoie, di cui rimane la sola a nord, a seguito della demolizione della parete sud per ricavare la bocca di una fornace per la calce ad uso dell'allora vicino monastero dei Padri Riformati cui apparteneva. Si presenta costruito ad opus incertum e coperto da una volta in mattoni di terracotta. Il Principe di Biscari, sulla base della robustezza della fabbrica e notando i resti di una copertura a volta a botte ne supponeva un secondo piano, verosimilmente a piramide (spinto probabilmente anche dalla considerazione della forma in pianta quasi perfettamente quadrata), così come più tardi confermava il Serradifalco.
Doverosa una menzione anche ai ruderi che un tempo potevano vedersi nel Giardino dei Padri Cappuccini di Catania (dove oggi sorge il Palazzo della Borsa nell'omonima piazza, da dove parte Via Sant'Euplio) la cui unica testimonianza rimane una stampa anonima di XVIII secolo riprodotto da Adolf Holm e ipotizzato da Guido Libertini quale un altro edificio funebre a pianta circolare. Dalla stampa si deduce come esso fosse decorato da lesene a capitello tuscanico sorreggenti una cornice che identificava la linea di separazione (marcapiano) tra piano inferiore e piano superiore.

## Sepolture cristiane
Delle necropoli di epoca paleocristiana rimangono significative tracce al di sotto di molte chiese cittadine, tra cui Sant'Agata la Vetere, Sant'Euplio, San Gaetano alle Grotte, Spirito Santo e Santa Maria della Mecca (attuale Cappella dell'Ospedale Giuseppe Garibaldi-Centro). Inoltre sono venute alla luce diverse sepolture, quali ad esempio la necropoli di via Dottor Consoli all'angolo con via Androne (da dove proviene la celebre Epigrafe di Iulia Florentina esposta al Museo del Louvre), oltre ai recenti scavi nell'area antistante le Terme della Rotonda nel 2008.
Chiesa di Sant'Euplio
Quel che resta della vecchia chiesa dedicata a Sant'Euplio, diacono compatrono di Catania, costruita all'inizio dell'età moderna e distrutta l'8 luglio 1943 dal bombardamento degli Alleati durante la Seconda Guerra Mondiale, consiste in dei ruderi che conservano l'accesso ad un ambiente ipogeo, identificato in antico con la prima chiesa in cui il Santo officiò, dove fu trovato e ucciso.
All'ambiente ricavato in gran parte nella roccia si accede mediante una scala che conduce in una camera piuttosto umida su cui si aprono alcune nicchie laterali, probabilmente destinate a sepolcro. Sulle pareti resistono ancora antiche tracce di pittura. Gli affreschi dovettero adornare anche il piccolo altare in cui rimangono solo poche figure, ormai quasi completamente scomparse.
Chiesa di San Gaetano alle Grotte

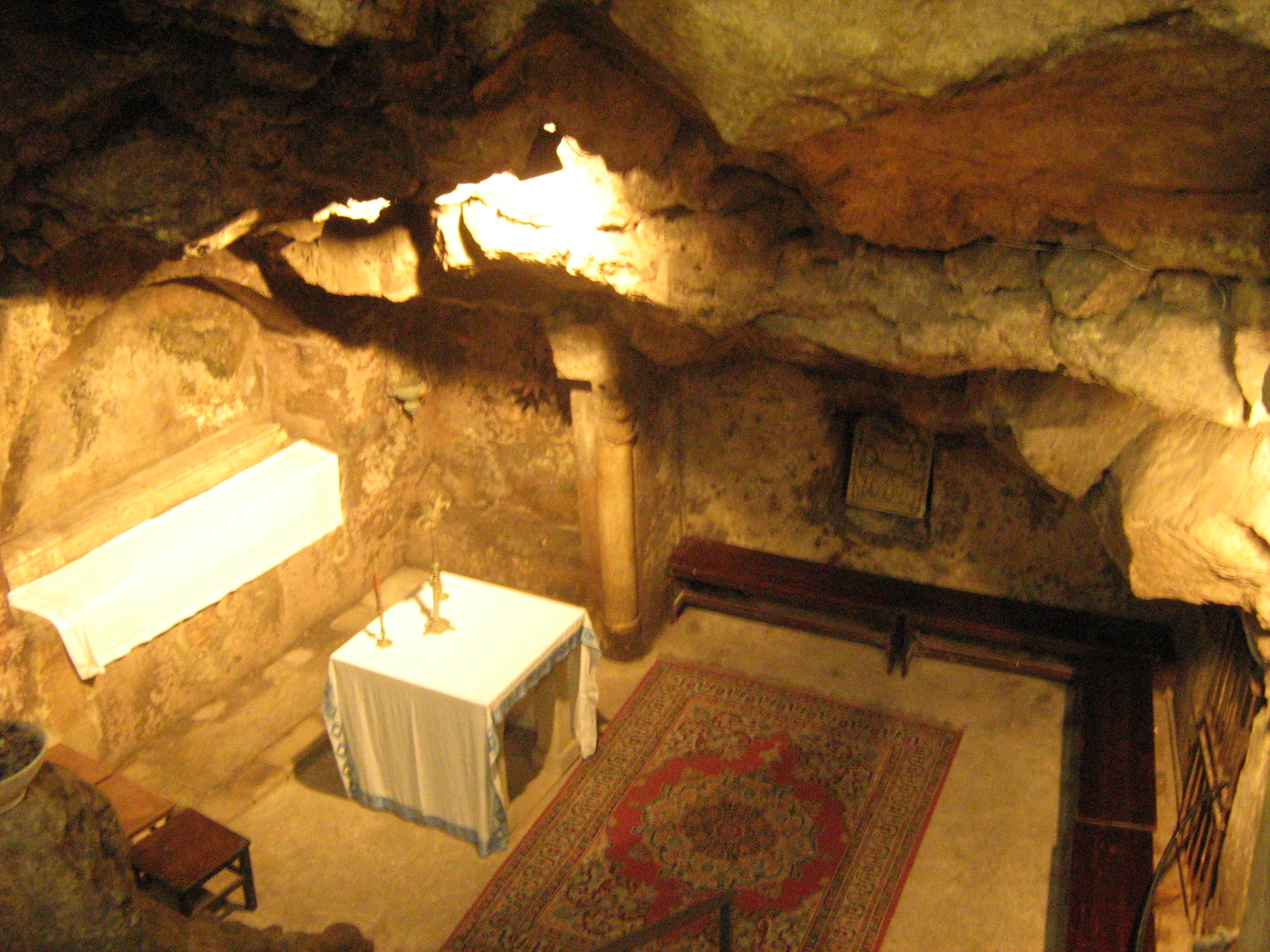
La chiesa rupestre di Santa Maria della Grotta (262 d. C.), eretta da Sant'Everio vescovo

Fondata dal vescovo Sant'Everio nel 262 d.C. in ciò che dovette essere una cisterna di epoca romana, ricavata in una grotta lavica, la chiesa era dedicata in un primo momento alla Madonna col titolo di Santa Maria di Betlem e poi di Santa Maria della Grotta. Inizialmente fu sede di un martyrion che, secondo la tradizione, ospitò le spoglie di Sant'Agata. Conserva del periodo originario un arcosolium (murato per ricavarne l'altare), una falsa finestra e due sedili in pietra lavica. Del periodo di adattamento a chiesa rimangono invece l'altare e parte dell'arco trionfale. L'edificio subì poi diversi rimaneggiamenti nei secoli successivi, tra cui l'erezione di un nuovo tempio apogeo dedicato a San Gaetano da Thiene, il pozzo battesimale ricavato nell'ex cisterna, la scalinata di età normanna.
Chiesa della Mecca
L'antica chiesa della Mecca – detta pure chiesa di san Girolamo alla Mecca –, la cui etimologia rimane oggi ancora ombrosa, si presenta oggi nel suo aspetto settecentesco, ricostruita dopo il terremoto del 1693 su un precedente edificio di culto, risalente al 1576, legato ad un piccolo monastero nelle «terre dell'abate di Novaluce agli Ammalati in san Girolamo alla Mecca». Questo monastero divenne nel 1856 sede di un Albergo dei poveri, che nel 1883 per interesse del senato civico diventò sede dell'Ospedale Giuseppe Garibaldi-Centro.
La chiesetta, ridotta oggi a cappella ospedaliera e retta da un piccolo gruppo di suore, conserva l'accesso ad una cripta di epoca romana. Essa consiste di un colombario di oltre 6 metri di lunghezza per quasi 4 di larghezza. Tale colombario venne costruito nella prima metà in pietra lavica e in mattoni per la parte superiore, con una copertura a volta a botte, lungo le quattro pareti si aprono 18 loculi quadrangolari di cui uno, sul lato ovest, a nicchia e molto più grande rispetto agli altri.

## Scoperte recenti

### La necropoli in via Androne
All'inizio del mese di marzo 2021, lavori di interramento di cavi elettrici hanno permesso durante gli scavi di ritrovare i resti archeologici in parte già noti e ora in fase di studio. L'area urbanizzata fra Otto e Novecento di via Androne fu un tempo una vasta necropoli, poiché venne usata a tale scopo dal III secolo a.C. fino all'epoca bizantina, cioè fino all'XI secolo. Il "cimitero scomparso" – setacciato per primo dall'archeologo trentino Orsi, in aperta campagna quando ancora i dintorni mantenevano la propria natura – ebbe le stesse funzioni di ciò che l'editto napoleonico di Saint Cloud (1804) stabilì mille anni più tardi: il sito funerario si sviluppava al di fuori dell'area perimetrale della città antica di Catania.
I resti archeologici rinvenuti attualmente sono in fase di studio. Non è stato possibile approfondire gli scavi. Il ritrovamento di tesori durante lavori pubblici o di manutenzione permette ai Beni Culturali di fruire della legge sull’archeologia preventiva. La scelta della Sovrintendenza di abbandonare ancora una volta l’approfondimento è dettata dalla scarsità dei fondi economici e dagli aspetti urbanistici e di smaltimento del traffico viario in questa zona. Una maggiore attenzione consentirebbe di portare in luce più notizie sulla prima fase del cristianesimo a Catania. Le fonti e i reperti che lentamente sono stati ritrovati nei secoli hanno fatto constatare agli studiosi, ad esempio, l’esistenza di ben due basiliche tra il V e il VI secolo. L'area di via Androne è stata il «centro del culto del cristianesimo»: la citata epigrafe di Iulia, le fonti agiografiche ed epigrafi pagane lo attestano certamente. 
Via Antico Corso
Nel 2022 in un deposito, sotto una palazzina in via Antico Corso, è stata segnalata una tomba romana – risalente al I secolo avanti Cristo – sui resti murari di case di epoca repubblicana, frutto di diverse sovrapposizioni. Nel primo secolo avanti Cristo erano solitamente in uso tombe «a camera ad incinerazione» e, qualche secolo dopo, a Catania si edificarono tombe «a forma», cioè dentro fosse rettangolari in muratura. Già, nel corso di uno degli ultimi scavi civici nel 1968, in via Orto di San Clemente, tra il Bastione degli Infetti e l'Anfiteatro, furono ritrovati altri gruppi di tombe a fosse e un'epigrafe latina che testimoniava la morte di un giovane di 23 anni di nome Eusebio.
 Altre indagini recenti di cui non si conoscono i risultati sono state condotte in via Daniele.